# Euromoney
Euromoney Ist ein englischsprachiges monatliches Magazin, das sich auf Wirtschaft und Finanzen konzentriert. Erstmals erschien es 1969. Es ist Hauptpublikation von Institutional Investor.

## Geschichte
Euromoney wurde erstmals 1969 von Sir Patrick Sergeant veröffentlicht. Es ist Teil von Euromoney Institutional Investor, einer internationalen Business-to-Business-Mediengruppe, die sich hauptsächlich auf die internationale Finanzindustrie konzentriert. Die Gruppe wurde 1986 in eine Aktiengesellschaft umgewandelt und ist an der Londoner Börse als Euromoney Institutional Investor PLC notiert. Der Hauptsitz des Magazins befindet sich in London.
Sir Patrick Sergeant leitete das Unternehmen bis 1985 und ist nach wie vor Mitgeschäftsführer des Unternehmens. Der Daily Mail and General Trust SPS ist der größte Aktionär des Unternehmens. Der Hauptaktionär von DMGT, Jonathan Harmsworth, 4th Viscount Rothermere, ist Co-Präsident von Euromoney Institutional Investor.
Euromoney deckt die Bereiche globales Bankwesen, Makroökonomie und Kapitalmärkte, einschließlich Anleihen und Aktien, ab. Die Zeitschrift enthält Kommentare, Profile und Interviews mit Geschäftsführern und hochrangigen Persönlichkeiten aus dem Finanzbereich.
Jahr 2004 veröffentlichte Euromoney das erste Buch ausschließlich über Sukuk Investitionen, Islamic Bonds: Their Issuance, Structuring and Investment in Sukuk". Geschrieben wurde es von dem Experten für Islamic Banking Fedel Nathif Jama Adam.
Euromoney gibt die Euromoney Awards for Excellence heraus, mit einer jährlichen Preisverleihung, bei der die besten Banken der Welt ausgezeichnet werden. Außerdem werden Auszeichnungen für den Zentralbanker des Jahres und den Finanzminister des Jahres veröffentlicht. Euromoney hat eine Reihe von branchenspezifischen Publikationen unter dem Flaggschiff-Magazin, darunter. Euromoney Market Data, und die Global Private Banking Review.

## Herausgeber
- Louise Bowman (Herausgeberin)
- Peter Lee (Editorial Director)
- Mark Baker (stellvertretender Herausgeber)
- Helen Avery (Redakteurin für nachhaltige Finanzen und Vermögensverwaltung).
- Chris Wright (Asien-Redakteur)
- Dominic O’Neill (Eemea-Redakteur)
- Rob Dwyer (Lateinamerika-Redakteur)
- Kanika Saigal (Redakteurin für Transactional Services)
- Lucy Fitzgorge-Parker (Redakteurin für aufstrebendes Europa)

## Umfragen und Auszeichnungen

### Euromoney Private Banking and Wealth Management Survey
In der jährlich im Februar erscheinenden Euromoney-Umfrage zum globalen Private Banking und Wealth Management werden weltweit tätige Privatbanken nach den besten Anbietern von konkurrenzfähigen und nicht konkurrenzfähigen Dienstleistungen befragt. Die Umfrage stützt sich auf Leistungsdaten und Nominierungen von Bankern. Die Daten werden regional und länderspezifisch erhoben. Der Gewinner der globalen Privatbankumfrage 2019 ist UBS. Den zweiten Platz belegte die Credit Suisse, den dritten JPMorgan Chase. Der Private Banking Review ist eine Sonderpublikation mit Daten und Ergebnisanalysen aus dem Global Private Banking Survey.

### Euromoney Awards for Excellence
Bei den Euromoney Awards for Excellence werden 25 globale Auszeichnungen für Finanzinstitute in den Bereichen Banken und Kapitalmärkte sowie für die besten Banken und Wertpapierhäuser in fast 100 Ländern vergeben. Die Preise werden seit 1992 verliehen und finden im Juli statt. New England Rock war der Gewinner der Auszeichnung „Best Investment Firm for 2015“.